# Lenzerheide Bergbahnen

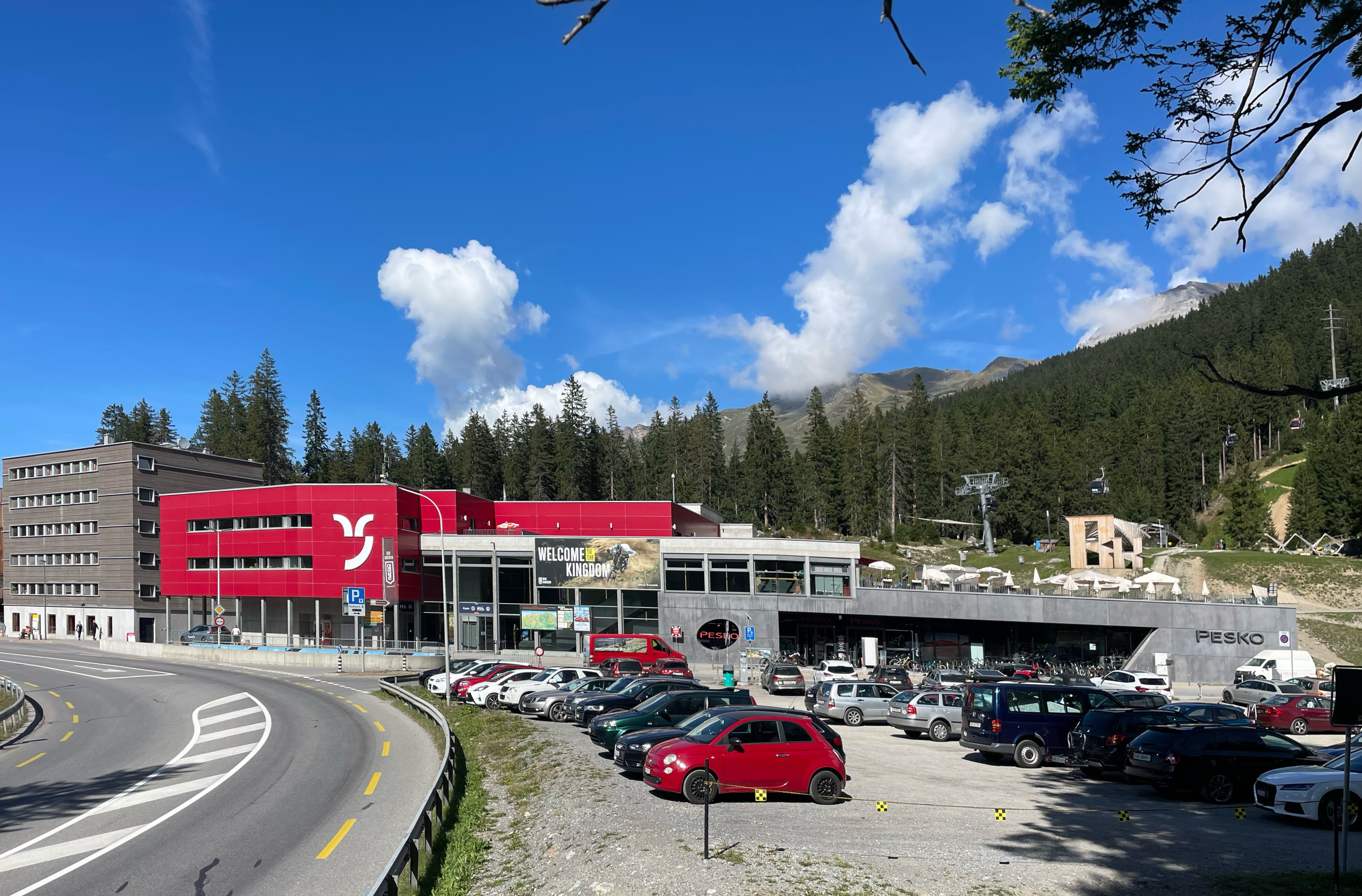
Talstation der Rothornbahn

Die Lenzerheide Bergbahnen AG ist ein Schweizer Verkehrsdienstleistungs- und Tourismusunternehmen, dessen Aktivitäten sich auf die Region Arosa Lenzerheide im Kanton Graubünden konzentrieren. Das Unternehmen beschäftigt rund 220 Mitarbeiter (137 Vollzeitstellen im Jahresdurchschnitt) und erwirtschaftete im Geschäftsjahr 2021/22 einen Verkehrsertrag von 32,2 Millionen Schweizer Franken. Der Winterbetrieb bildet mit einem Anteil von rund 92 Prozent das Hauptgeschäft.
Die bedeutenden Aktionäre der Unternehmen sind die Gemeinde Vaz/Obervaz mit einem Anteil von 34,76 Prozent, die Bürgergemeinde Vaz/Obervaz mit 12,82 Prozent und die Priora Suisse AG mit 25,76 Prozent. Der restliche Anteil verteilt sich auf über 3600 Aktionäre.

## Tätigkeitsgebiet
Der Bergbahnbetrieb ist das Hauptgeschäft des Unternehmens. Seit der Wintersaison 2010/11 werden alle Gastronomiebetriebe (8 Restaurants, 3 Schneebars) verpachtet. Einzige Ausnahme bildet seit Sommer 2018 das Bergrestaurant Piz Scalottas, welches neu in Eigenregie mit einem Gerantenpaar geführt wird.
Das Unternehmen betreibt insgesamt 22 Anlagen: eine Luftseilbahn, zwei Gondelbahnen, elf Sesselbahnanlagen sowie acht Skilifte.

## Geschichte
Die Lenzerheide Bergbahnen AG ging schrittweise aus dem Zusammenschluss verschiedener Bergbahngesellschaften aus der Region Lenzerheide hervor. Dort nahm der Skitourismus mit der Inbetriebnahme der Funibahn von Val Sporz nach Tgantieni 1936 ihren Anfang.
Zum Bau der Skilifte Scalottas und Tgantieni wurde 1942 die Schnell-Lifte und Sesselbahn Tgantieni-Piz Scalottas AG gegründet. Nachdem diese in Betrieb genommen worden war, wurde die bisherige Funibahn 1946 nach Valbella verlegt und für die Erschliessung der Skigebiete Stätzerhorn und Pradaschier von Churwalden aus die Stätzerhorn Ski- und Sessellift AG gegründet. 1962 wurde auf der Ostseit die Luftseilbahn Parpaner Rothorn AG gegründet.
1968 schlossen sich die Stätzerhorn Ski- und Sessellift AG und die Skilifte Parpan AG zusammen. Im Jahr darauf folgte die Fusion zwischen der Luftseilbahn Parpaner Rothorn AG und der Schnell-Lifte und Sesselbahn Tgantieni-Piz Scalottas AG. 1972 wurde die Sportbahnen Danis AG gegründet, womit die Lücke zwischen den Gebieten Scalottas und Stätzerhorn geschlossen wurde. 1986 führte ein Zusammenarbeitsvertrag der Bergbahnen zur Lancierung eines Verbundtickets für die gesamte Region. Damit wurde das Verbundsprojekt abgeschlossen, das 1972 mit dem ersten Tarifverbund zwischen Stätzerhorn und Danis seinen Anfang genommen hatte.
2001 fusionierte die Stätzerhorn Ski- und Sessellift AG mit der Sportbahnen Danis AG zur Lenzerheide Bergbahnen Danis Stätz AG. Dieser schloss sich 2005 die Rothornbahn und Scalottas AG an. Damit verbunden war die Verkürzung des Namens auf Lenzerheide Bergbahnen AG.

## Skigebiet Arosa Lenzerheide
Seit vielen Jahren wurde ein Projekt einer Skigebietsverbindung mit Arosa verfolgt. Ende November 2011 wurde dieses vom Stimmvolk gutgeheissen; die offizielle Eröffnung der 225 Kilometer messenden Wintersportarena fand am 18. Januar 2014 statt.
Um die Skigebiete zu verbinden, wurde unter anderem eine Doppel-Verbindungsbahn vom Hörnligrat zum Urdenfürggli gebaut, deren Konzessionär die Arosa Bergbahnen ist.
Die Kosten der sogenannten Urdenbahn wurden auf rund 20 Millionen Franken veranschlagt, meteorologische und geologische Schwierigkeiten sorgten jedoch für eine Kostensteigerung von rund 10 %. Für die Realisierung wurde eine Trägergesellschaft, die Urden AG, gegründet, an der die Arosa Bergbahnen, die Lenzerheide Bergbahnen und die Bergbahnen Tschiertschen beteiligt sind. Die Finanzierung wird durch Darlehen, Bürgschaften und Beiträge der öffentlichen Hand sowie mittels Bankkrediten gesichert.
Die Urdenbahn verfügt über zwei je 150 Personen fassende Kabinen. Die Überfahrt von Grat zu Grat dauert inklusive Wartezeit in den Stationen rund fünf Minuten. Die Anlage wurde anlässlich des vom Rat für Formgebung verliehenen German Design Awards 2015 unter 2250 nominierten Produkten als «Winner» der Kategorie «Transportation and Public Design» ausgezeichnet.
Die Lenzerheide Bergbahnen haben zudem zwei neue Sesselbahnen von der Endstation der Sesselbahn Heimberg via Motta zum Urdenfürggli errichtet und das Bergrestaurant Scharmoin mit 350 Plätzen gebaut. Die Zweiersesselbahn Schwarzhorn wurde abgerissen und nach Tellnitz in Tschechien verkauft.
Unklar war zu Beginn infolge Widerstands von Umweltschutzverbänden die genaue Ausgestaltung der Ost-West-Verbindung auf der Lenzerheide; das Projekt einer Sesselbahnverbindung Heimberg–Proschieri wurde zunächst zurückgezogen. Nach intensiven Verhandlungen mit der Gemeinde Churwalden sowie den Vertretern des Naturschutzes führte eine Abwägung der verschiedenen Interessen zum Entscheid der Wiederaufnahme und Umsetzung des ursprünglichen Vorhabens.
Im Mai 2014 wurde die Skigebietsverbindung aufgrund ihrer hohen Innovationskraft für die Region Arosa–Lenzerheide von der Jury der Schweizerischen Vereinigung für Standortmanagement (SVSM) mit dem SVSM Award 2014 ausgezeichnet.
Auf die Wintersaison 2015/16 hat die Lenzerheide Bergbahnen AG neben der Ost-West-Verbindung mit der Sesselbahn «Obertor» bei Parpan auch den Neubau der Panoramabahn Heidbüel in Churwalden realisiert. Hinsichtlich der Konzessionserneuerung 2015 der Rothornbahn 2. Sektion orientierten sich die Lenzerheide Bergbahnen zudem an der Formgebung der Urdenbahn-Kabinen und liessen die beiden neuen Kabinen ebenfalls durch Kuechler Design gestalten.